# きこ
きこ（6月30日、A型）は、 日本の漫画家。女性。かつてはpeko（ぺこ）、きかという名義で作品を発表していた。同人サークル「ミルクチップス」としても活動している。

## 来歴
『COMICポプリクラブ』誌でデビュー。同誌と『コミックPフラート』に作品を発表していた。ほんわかした感じの可愛らしいキャラクターを男女とも描く。女性は巨乳のキャラクターが多い。好きなものは漫画、ニンテンドーDS、御菓子、猫、キャラクターグッズ、やわらかいもの、チェック柄、ボーダー柄、花柄、レトロ系。好きな色は水色、桃色、オレンジ、紫。ビーズクッションの感触に夢中。チョコバナナやお好み焼きなど、変わり種のたいやきがお気に入りである。

## 作品リスト

### 単行本
- 『桃色ドルチェ』 2010年5月27日発売[6]、マックス〈ポプリコミックス〉、ISBN 978-4-86379-024-7 （peko名義）
  - 「卒業日和」 （COMICポプリクラブ 2010年4月号、16P）
  - 「トラ色ガール」 （コミックPフラート VOL.4〈COMICポプリクラブ2010年4月号増刊〉）
  - 「はにーばにー」 （COMICポプリクラブ 2010年2月号）
  - 「サキュバス少女★魅音様」 （COMICポプリクラブ 2009年12月号）
  - 「バスロマンス」 （COMICポプリクラブ 2009年10月号、16P）
  - 「あなたにそばにいてほしい」 （COMICポプリクラブ 2009年6月号）
  - 「究極はりきりライセンス」 （COMICポプリクラブ 2009年2月号）
  - 「せんせいのおてつだい」 （COMICポプリクラブ 2009年4月号）
  - 「ダーリン・ダーリン」 （COMICポプリクラブ 2008年10月号）
  - 「ダーリン・ダーリン 番外篇」 （描き下ろし）
  - 「結末のない二人」 （COMICポプリクラブ 2008年5月号）
  - 「きょうの青井さん」 （COMICポプリクラブ 2008年3月号）

### peko名義
- あぶない放課後 COMICポプリクラブ 2008年12月号
- 雨の日のゆーわく COMICポプリクラブ 2009年8月号
- ナツ♥コイ コミックPフラート VOL.1（COMICポプリクラブ2009年10月号増刊）
- 神崎さんの違反事情 COMICポプリクラブ 2010年7月号

### きか名義
- 犬と僕と君 COMICポプリクラブ2013年2月号
- 僕が風邪を引いた理由 (16P) COMICポプリクラブ 2012年7月号